# أل برينر
أل برينر (بالإنجليزية: Al Brenner)‏ هو لاعب كرة القدم الكندية أمريكي، ولد في 13 نوفمبر 1947 في بينتون هاربور في الولايات المتحدة، وتوفي في 13 فبراير 2012 في كلينتون في الولايات المتحدة.

## وصلات خارجية
- أل برينر على موقع مرجع كرة القدم المحترفة.كوم (الإنجليزية)